# ملتام ميرال اوغلو
ملتام ميرال أوغلو (بالتركية: Meltem Miraloğlu)‏ (ولدت في 13 يناير 1987 - ديار بكر، تركيا)، ممثلة تركية. انتقلت عائلتها من ديار بكر إلى مدينة إسطنبول لتحسين أحوالهم المعيشية. تخرجت من أكاديمية مجدات جزين للفنون الجميلة.
كانت من أهم أدوارها التلفزيونية مسلسل حياة الذي عرض بعام 2011 وأخذت فيه دور البطولة.

## روابط خارجية
- ملتام ميرال اوغلو على موقع IMDb (الإنجليزية)
- ملتام ميرال اوغلو على موقع ألو سيني (الفرنسية)